# Фредерик Форест
Фредерик Фенимор Форест млађи (енгл. Frederic Fenimore Forrest Jr.; Воксахачи, 23. децембар 1936 — Санта Моника, 23. јун 2023) био је амерички позоришни, филмски и ТВ глумац. Номинован за Оскара и Златни глобус за најбољу споредну мушку улогу, за улогу у филму Роуз (1979). Познат је по низу епизодних, али упечатљивих улога у низу хваљених филмова, као што су Прислушкивање (1974), Двобој на Мисурију (1976), Прогонитељ мачака (1989), Музичка кутија (1989), Два Џејка (1990), Пад (1993), а посебно оних које је режирао Френсис Форд Копола, међу којима се издваја лик Џеја „Кувара” Хикса у Кополином ратном филму Апокалипса данас.